# Jagüeyes (Aguas Buenas)
Jagüeyes es un barrio ubicado en el municipio de Aguas Buenas en el estado libre asociado de Puerto Rico. En el Censo de 2010 tenía una población de 1976 habitantes y una densidad poblacional de 271,12 personas por km².

## Geografía
Jagüeyes se encuentra ubicado en las coordenadas 18°16′52″N 66°4′56″O / 18.28111, -66.08222. Según la Oficina del Censo de los Estados Unidos, Jagüeyes tiene una superficie total de 7.29 km², que corresponden a tierra firme.

## Demografía
Según el censo de 2010, había 1976 personas residiendo en Jagüeyes. La densidad de población era de 271,12 hab./km². De los 1976 habitantes, Jagüeyes estaba compuesto por el 72.98% blancos, el 10.68% eran afroamericanos, el 0.46% eran amerindios, el 0.3% eran asiáticos, el 11.18% eran de otras razas y el 4.4% pertenecían a dos o más razas. Del total de la población el 98.94% eran hispanos o latinos de cualquier raza.